# 트라스투주맙
트라스투주맙(Trastuzumab)은 종양의 성장에 관여하는 HER2 라는 유전인자를 선택적으로 공격하는 표적치료제로, 이미 HER2 유전자가 과발현된 전이성 및 조기 유방암의 치료제로 널리 사용되고 있다. 허셉틴(Herceptin)이라는 브랜드 이름으로 판매되기도 한다.
일반적인 부작용으로는 발열, 감염, 기침, 두통, 수면 장애, 발진 등이 있다. 다른 심각한 부작용으로는 심부전, 알레르기 반응 및 폐 질환이 있다. 임신 중에 사용하면 아기에게 해를 끼칠 수 있다. 트라스투주맙은 HER2 수용체에 결합하여 세포 복제를 늦추는 방식으로 작동한다.
트라스투주맙은 1998년 9월에 미국에서, 2000년 8월에 유럽 연합에서 의료용으로 승인되었다. 세계 보건 기구의 필수 의약품 목록에 속한다. 바이오시밀러는 2017년 11월 유럽 연합에서, 2018년 12월 미국에서 승인되었다.